# Subterranean Dining Rooms
I Subterranean Dining Rooms sono stati un gruppo folk rock psichedelico italiano attivo nella seconda metà degli anni 80. Nella loro produzione musicali sono stati ispirati principalmente da artisti come Syd Barrett e Nikki Sudden, sono stati tra i primi artisti italiani neopsichedelici.
Fondato da Stefano Ghittoni come progetto parallelo dei Peter Sellers and the Hollywood Party il gruppo pubblica il primo album nel 1988 There's No Rock'n Roll Singer Without a Spanish Knife per la Crazy Mannequin.
Partecipano al tributo italiano ai Joy Division, Something about Joy Division edito dalla Vox Pop con il brano Atrocity Exhibition che viene inserito nel loro secondo album Ghosts in the Sun del 1989.

## Discografia

### Album in studio
- 1988 - There's No Rock'n Roll Singer Without a Spanish Knife (Crazy Mannequin)
- 1989 - Ghosts in the Sun (Crazy Mannequin)